# Karl Wilhelm Remus von Woyrsch

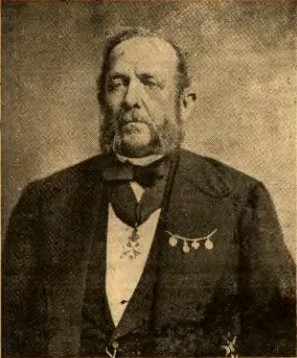
Karl Wilhelm Remus von Woyrsch

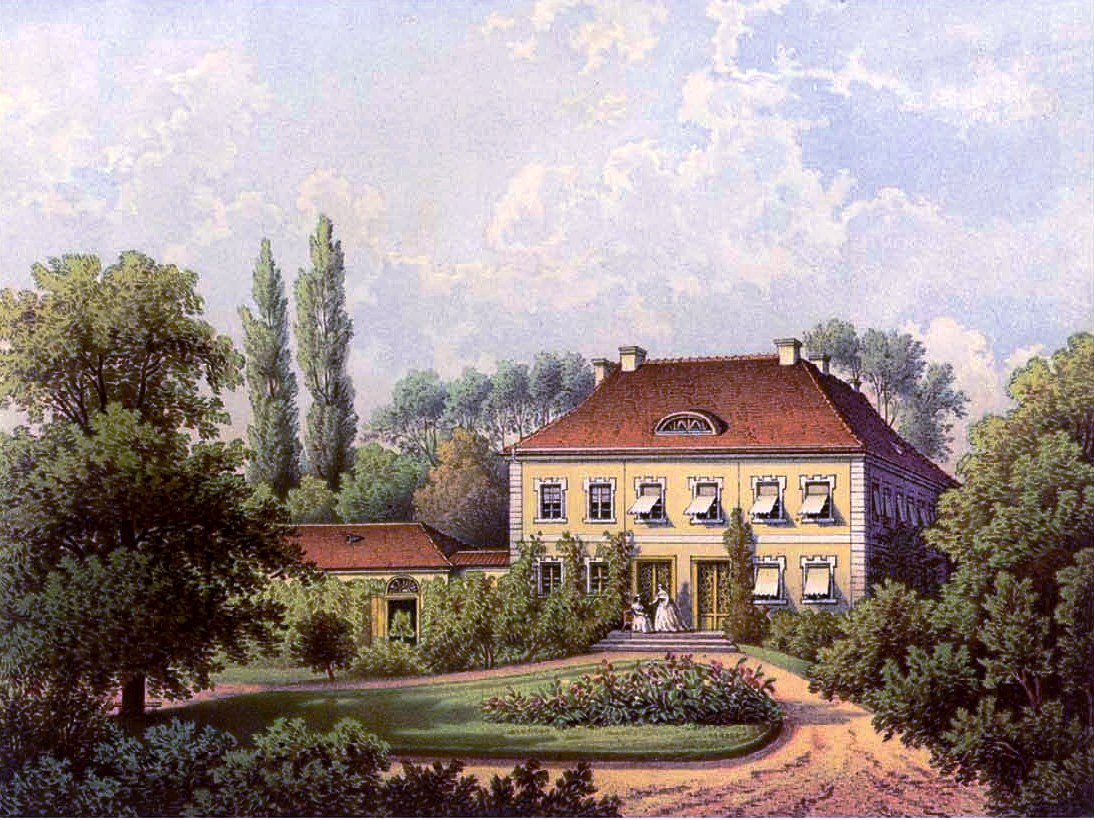
Rittergut Pilsnitz um 1860, Sammlung Alexander Duncker

Karl Wilhelm Remus von Woyrsch (* 28. Oktober 1814 auf Gut Pilsnitz, Landkreis Breslau, Niederschlesien (heute Pilczyce); †  31. Dezember 1899 ebenda) war ein deutscher Gutsbesitzer und Politiker.

## Familie
Er entstammte dem alten südböhmischen, ab etwa 1500 in Troppau (Mährisch-Schlesien) ansässigen Adelsgeschlecht Woyrsch.
Woyrsch heiratete am 4. Januar 1844 auf Gut Wüste-Giersdorf (Landkreis Waldenburg, Niederschlesien) Cäcilie Websky (* 8. Oktober 1825 auf Gut Wüste-Giersdorf; † 12. April 1903 in Breslau), die Tochter des Kommerzienrats und Textilfabrikanten Martin Websky, Gutsherr auf Wüste-Giersdorf, und der Karoline Friederike Kramsta.
Söhne waren der spätere königlich-preußische Generalfeldmarschall Remus von Woyrsch und der spätere preußische Kammerherr und Gutsbesitzer Günther von Woyrsch.

## Leben
Woyrsch studierte an der Rheinischen Friedrich-Wilhelms-Universität Bonn Rechtswissenschaften und wurde 1834 Mitglied des Corps Borussia Bonn. 1846 wurde er Kreisjustizrat in Breslau, war von 1850 bis 1855 dort als Regierungsrat tätig und bewirtschaftete anschließend sein Familiengut Pilsnitz. Er war königlich preußischer Wirklicher Geheimrat, Rechtsritter des Johanniterordens und von 1878 bis 1899 Mitglied des Preußischen Herrenhauses.